# Доње Недељице
Доње Недељице је насељено место града Лознице у Мачванском округу. Према попису из 2022. била су 403 становника.
Овде је рођен генерал-мајор Богосав Митровић.

## Демографија
У насељу Доње Недељице живи 448 пунолетних становника, а просечна старост становништва износи 40,1 година (38,0 код мушкараца и 42,3 код жена). У насељу има 168 домаћинстава, а просечан број чланова по домаћинству је 3,37.
Ово насеље је великим делом насељено Србима (према попису из 2002. године), а у последња три пописа, примећен је пад у броју становника.
|  |

| Демографија | Демографија | Демографија |
| Година      | Становника  | Становника  |
| ----------- | ----------- | ----------- |
| 1948.       | 884         |             |
| 1953.       | 931         |             |
| 1961.       | 872         |             |
| 1971.       | 755         |             |
| 1981.       | 705         |             |
| 1991.       | 673         | 633         |
| 2002.       | 566         | 615         |
| 2011.       | 512         |             |
| 2022.       | 403         |             |

| Етнички састав према попису из 2002.‍ | Етнички састав према попису из 2002.‍ | Етнички састав према попису из 2002.‍ | Етнички састав према попису из 2002.‍ | Етнички састав према попису из 2002.‍ |
| ------------------------------------ | ------------------------------------ | ------------------------------------ | ------------------------------------ | ------------------------------------ |
|                                      |                                      |                                      |                                      |                                      |
| Срби                                 | Срби                                 |                                      | 565                                  | 99,82%                               |
| непознато                            | непознато                            |                                      | 1                                    | 0,17%                                |

| Година пописа     | 1948. | 1953. | 1961. | 1971. | 1981. | 1991. | 2002. |
| ----------------- | ----- | ----- | ----- | ----- | ----- | ----- | ----- |
| Број домаћинстава | 134   | 157   | 165   | 171   | 181   | 201   | 168   |

| Број чланова      | 1  | 2  | 3  | 4  | 5  | 6  | 7 | 8 | 9 | 10 и више | Просек |
| ----------------- | -- | -- | -- | -- | -- | -- | - | - | - | --------- | ------ |
| Број домаћинстава | 28 | 36 | 31 | 33 | 15 | 13 | 8 | 4 | 0 | 0         | 3,37   |

| Пол    | Укупно | Неожењен/Неудата | Ожењен/Удата | Удовац/Удовица | Разведен/Разведена | Непознато |
| ------ | ------ | ---------------- | ------------ | -------------- | ------------------ | --------- |
| Мушки  | 240    | 80               | 142          | 10             | 8                  | 0         |
| Женски | 231    | 35               | 145          | 51             | 0                  | 0         |
| УКУПНО | 471    | 115              | 287          | 61             | 8                  | 0         |

| Пол    | Укупно                    | Пољопривреда, лов и шумарство | Рибарство                            | Вађење руде и камена | Прерађивачка индустрија       |
| ------ | ------------------------- | ----------------------------- | ------------------------------------ | -------------------- | ----------------------------- |
| Мушки  | 123                       | 42                            | 0                                    | 0                    | 27                            |
| Женски | 54                        | 19                            | 0                                    | 0                    | 11                            |
| УКУПНО | 177                       | 61                            | 0                                    | 0                    | 38                            |
| Пол    | Производња и снабдевање   | Грађевинарство                | Трговина                             | Хотели и ресторани   | Саобраћај, складиштење и везе |
| Мушки  | 2                         | 5                             | 21                                   | 3                    | 8                             |
| Женски | 0                         | 1                             | 11                                   | 1                    | 1                             |
| УКУПНО | 2                         | 6                             | 32                                   | 4                    | 9                             |
| Пол    | Финансијско посредовање   | Некретнине                    | Државна управа и одбрана             | Образовање           | Здравствени и социјални рад   |
| Мушки  | 0                         | 2                             | 3                                    | 2                    | 0                             |
| Женски | 0                         | 0                             | 1                                    | 2                    | 5                             |
| УКУПНО | 0                         | 2                             | 4                                    | 4                    | 5                             |
| Пол    | Остале услужне активности | Приватна домаћинства          | Екстериторијалне организације и тела | Непознато            | Непознато                     |
| Мушки  | 1                         | 0                             | 0                                    | 7                    | 7                             |
| Женски | 0                         | 0                             | 0                                    | 2                    | 2                             |
| УКУПНО | 1                         | 0                             | 0                                    | 9                    | 9                             |